# 14 Persei
14 Persei, som är stjärnans Flamsteed-beteckning, är en dubbelstjärna belägen i den västra delen av stjärnbilden, Perseus. Den har en skenbar magnitud på ca 5,43 och är svagt synlig för blotta ögat där ljusföroreningar ej förekommer. Baserat på parallax enligt Gaia Data Release 2 på ca 1,7 mas, beräknas den befinna sig på ett avstånd på ca 1 900 ljusår (ca 570 parsek) från solen. Den rör sig närmare solen med en heliocentrisk radialhastighet av ca –1,2 km/s.

## Egenskaper
Primärstjärnan 14 Persei är gul till vit superjättestjärna i huvudserien av spektralklass G0 Ib, men i andra avseenden verkar den vara en jättestjärna. Den har klassats som G0Ib-II Ca1 CH-1 eller G0Ib-IIa Ca1, där överskottssuffix anger starkare kalciumlinjer än väntat för dess klass, eller svagare kolväten. Andra analyser av spektrumet ger en klass G0 Ib. Den har en massa som är ca 4 solmassor, en radie som är ca 57 solradier och utsänder ca 372 gånger mera energi än solen från dess fotosfär vid en effektiv temperatur på ca 5 600 K.
14 Persei har beräknats ligga inom Cepheid-instabilitetsremsan, även om den inte anses vara variabel. Osäkerhet om absolut magnitud innebär att stjärnan kan ligga nära instabilitetsremsan men inte på den. Små periodiska variationer i radialhastighet har observerats, men en storleksordning eller mer, mindre än för Cepheidvariabler och med längre perioder än vad som kan förväntas för pulseringar. Orsaken till förändringarna i radialhastighet och skillnaden mellan variabla och icke-variabla stjärnor i instabilitetsremsan är okänd.